# Groupe D des éliminatoires de la Coupe d'Afrique des nations de football 2023
Navigation
Groupe C Groupe E
Le groupe D des éliminatoires de la Coupe d'Afrique des nations de football 2023 est une compétition qualificative pour la phase finale de la Coupe d'Afrique des nations de football 2023, qui se déroule en janvier et février 2024 en Côte d'Ivoire.

## Tirage au sort
Le tirage au sort a eu lieu le 19 avril 2022 au Caire. Les têtes de série sont désignées via un classement CAF (construit d'après les résultats lors des dernières CAN).
Le tirage au sort désigne les équipes suivantes dans le groupe D. Les quarante-huit équipes sont réparties en douze dans quatre chapeaux :
- Chapeau 1 :  Égypte (4e du classement CAF)
- Chapeau 2 :  Guinée (15e du classement CAF)
- Chapeau 3 :  Malawi (31e du classement CAF)
- Chapeau 4 :  Éthiopie (42e du classement CAF)

## Classement
- Qualification pour la CAN 2023

| Rang | Équipe   | Pts | J | G | N | P | Bp | Bc | Diff |  | Résultats (▼ dom., ► ext.) |     |     |     |     |
| ---- | -------- | --- | - | - | - | - | -- | -- | ---- |  | -------------------------- | --- | --- | --- | --- |
| 1    | Égypte   | 15  | 6 | 5 | 0 | 1 | 10 | 3  | +7   |  | Égypte                     |     | 1-0 | 2-0 | 1-0 |
| 2    | Guinée   | 10  | 6 | 3 | 1 | 2 | 9  | 7  | +2   |  | Guinée                     | 1-2 |     | 1-0 | 2-0 |
| 3    | Malawi   | 5   | 6 | 1 | 2 | 3 | 4  | 10 | -6   |  | Malawi                     | 0-4 | 2-2 |     | 2-1 |
| 4    | Éthiopie | 4   | 6 | 1 | 1 | 4 | 5  | 8  | -3   |  | Éthiopie                   | 2-0 | 2-3 | 0-0 |     |

## Résultats
| 1re journée             | Malawi                       | 2 - 1   | Éthiopie               | Bingu National Stadium, Lilongwe |                          |
| 5 juin 2022 15:00 UTC+2 | Mhango 10e (pen.) 34e (pen.) | (2 - 0) | 38e (pen.) Nassir      | Arbitrage : Abongile Tom         | Arbitrage : Abongile Tom |
| 5 juin 2022 15:00 UTC+2 | Sanudi 39e · Mhone 90+3e     | Rapport | 33e Debebe · 36e Bayeh | Arbitrage : Abongile Tom         | Arbitrage : Abongile Tom |

| 5 septembre 2022 | Égypte      | 1 - 0   | Guinée                  | Stade international du Caire, Le Caire |                                        |
| 21:00 UTC+2      | 87e Mohamed | (0 - 0) |                         | Arbitrage : Hélder Martins de Carvalho | Arbitrage : Hélder Martins de Carvalho |
| 21:00 UTC+2      | Fathi 78e   | Rapport | 29eDiawara · 55e Camara | Arbitrage : Hélder Martins de Carvalho | Arbitrage : Hélder Martins de Carvalho |

| 2e journée              | Éthiopie                 | 2 - 0   | Égypte                              | Bingu National Stadium, Lilongwe |                              |
| 9 juin 2022 18:00 UTC+2 | Hotessa 21e · Bekele 39e | (2 - 0) |                                     | Arbitrage : Georges Gatogato     | Arbitrage : Georges Gatogato |
| 9 juin 2022 18:00 UTC+2 | Panom 24e · Debebe 90+1e | Rapport | 56e Mostafa · 75e Kamal · 76e Sayed | Arbitrage : Georges Gatogato     | Arbitrage : Georges Gatogato |

| 9 juin 2022 | Guinée      | 1 - 0   | Malawi                            | Stade Général Lansana Conté, Conakry |                          |
| 16:00 UTC±0 | Keïta 90+1e | (0 - 0) |                                   | Arbitrage : Lamin Jammeh             | Arbitrage : Lamin Jammeh |
| 16:00 UTC±0 | Dansoko 87e | Rapport | 36e Idana · 40e Sanudi · 44e Thom | Arbitrage : Lamin Jammeh             | Arbitrage : Lamin Jammeh |

| 3e journée               | Égypte                                                | 2 - 0   | Malawi      | Stade du 30 Juin, Le Caire |                          |
| 24 mars 2023 21:00 UTC+2 | Salah 20e · Petro 45+1e (csc)                         | (2 - 0) |             | Arbitrage : Pierre Atcho   | Arbitrage : Pierre Atcho |
| 24 mars 2023 21:00 UTC+2 | Hamed 68e · Abdelmonem 77e · Hegazy 79e · Kahraba 90e | Rapport | 90+4e Davie | Arbitrage : Pierre Atcho   | Arbitrage : Pierre Atcho |

| 24 mars 2023 | Guinée                    | 2 - 0   | Éthiopie                             | Stade Mohammed-V, Casablanca           |                                        |
| 20:30 UTC±0  | Kamano 39e · Bayo 73e     | (1 - 0) |                                      | Arbitrage : Djindo Louis Houngnandande | Arbitrage : Djindo Louis Houngnandande |
| 20:30 UTC±0  | Guilavogui 26e · Bayo 35e | Rapport | 18e Yohannes · 25e Hamid · 45e Panom | Arbitrage : Djindo Louis Houngnandande | Arbitrage : Djindo Louis Houngnandande |

| 4e journée               | Éthiopie                  | 2 - 3   | Guinée                                 | Complexe sportif Moulay-Abdallah, Rabat |                                   |
| 27 mars 2023 19:00 UTC±0 | Markneh 34e · Jemma 90+5e | (1 - 2) | 4e Keïta · 42e Moriba · 70e Guilavogui | Arbitrage : Alhadi Allaou Mahamat       | Arbitrage : Alhadi Allaou Mahamat |
| 27 mars 2023 19:00 UTC±0 |                           | Rapport | 45e Conte                              | Arbitrage : Alhadi Allaou Mahamat       | Arbitrage : Alhadi Allaou Mahamat |

| 28 mars 2023 | Malawi    | 0 - 4   | Égypte                                          | Bingu National Stadium, Lilongwe |                          |
| 15:00 UTC+2  |           | (0 - 3) | 4e Hamed · 16e Marmoush · 20e Salah · 49e Sayed | Arbitrage : Dahane Beida         | Arbitrage : Dahane Beida |
| 15:00 UTC+2  | Petro 70e | Rapport | 49e Marmoush                                    | Arbitrage : Dahane Beida         | Arbitrage : Dahane Beida |

| 5e journée               | Guinée       | 1 - 2   | Égypte                        | Grand stade de Marrakech, Marrakech |                               |
| 14 juin 2023 19:00 UTC±0 | Guirassy 26e | (1 - 1) | 42e Trézéguet · 79e Mohamed   | Arbitrage : Daniel Nii Laryea       | Arbitrage : Daniel Nii Laryea |
| 14 juin 2023 19:00 UTC±0 | Kamano 36e   | Rapport | 68e Ramadan · 90+2e Trézéguet | Arbitrage : Daniel Nii Laryea       | Arbitrage : Daniel Nii Laryea |

| 20 juin 2023 | Éthiopie                  | 0 - 0   | Malawi    | Stade national de Maputo, Maputo       |                                        |
| 16:00 UTC+3  |                           | (0 - 0) |           | Arbitrage : Djindo Louis Houngnandande | Arbitrage : Djindo Louis Houngnandande |
| 16:00 UTC+3  | Chester 39e · Bayeh 45+2e | Rapport | 82e Idana | Arbitrage : Djindo Louis Houngnandande | Arbitrage : Djindo Louis Houngnandande |

| 6e journée                   | Égypte    | 1 - 0   | Éthiopie | Stade du 30 Juin, Le Caire         |                                    |
| 8 septembre 2023 19:00 UTC+3 | Fathi 37e | (1 - 0) |          | Arbitrage : Patrice Tanguy Mebiame | Arbitrage : Patrice Tanguy Mebiame |
| 8 septembre 2023 19:00 UTC+3 | Rapport   |         |          | Arbitrage : Patrice Tanguy Mebiame | Arbitrage : Patrice Tanguy Mebiame |

| 9 septembre 2023 | Malawi                  | 2 - 2   | Guinée               | Bingu National Stadium, Lilongwe  |                                   |
| 15:00 UTC+2      | Saizi 23e · Chaziya 88e | (1 - 0) | 56e Camara · 58e Sow | Arbitrage : Clement Franklin Kpan | Arbitrage : Clement Franklin Kpan |
| 15:00 UTC+2      | Rapport                 |         |                      | Arbitrage : Clement Franklin Kpan | Arbitrage : Clement Franklin Kpan |

## Statistiques

### Meilleurs buteurs
2 buts   
- Omar Marmoush
- Mohamed Salah
- Mostafa Mohamed
- Naby Keïta
- Gabadinho Mhango

1 but  
| - Mostafa Fathi - Tarek Hamed - Ahmed Sayed - Trézéguet - Shimeles Bekele - Dawa Hotessa - Kitika Jemma - Kenean Markneh - Abubeker Nassir | - Mohamed Bayo - Aguibou Camara - Morgan Guilavogui - François Kamano - Ilaix Moriba - Serhou Guirassy - Lawrence Chaziya - Robert Saizi |